# Frederick Marryat
Kapitein Frederick Marryat (Westminster (Londen), 10 juli 1792 - Langham (Norfolk), 9 augustus 1848) was een Engelse schrijver. Hij wordt bestempeld als een van de eersten die verhalen over de zee schreef. Hij is vooral bekend van zijn autobiografische werk Mr Midshipman Easy en het kinderboek The Children of the New Forest. In Nederland is hij vooral bekend om zijn roman The Phantom Ship, waarin hij zijn visie verhaalt op het volksverhaal van de De Vliegende Hollander.